# Monumento a la revolución del pueblo de Moslavina

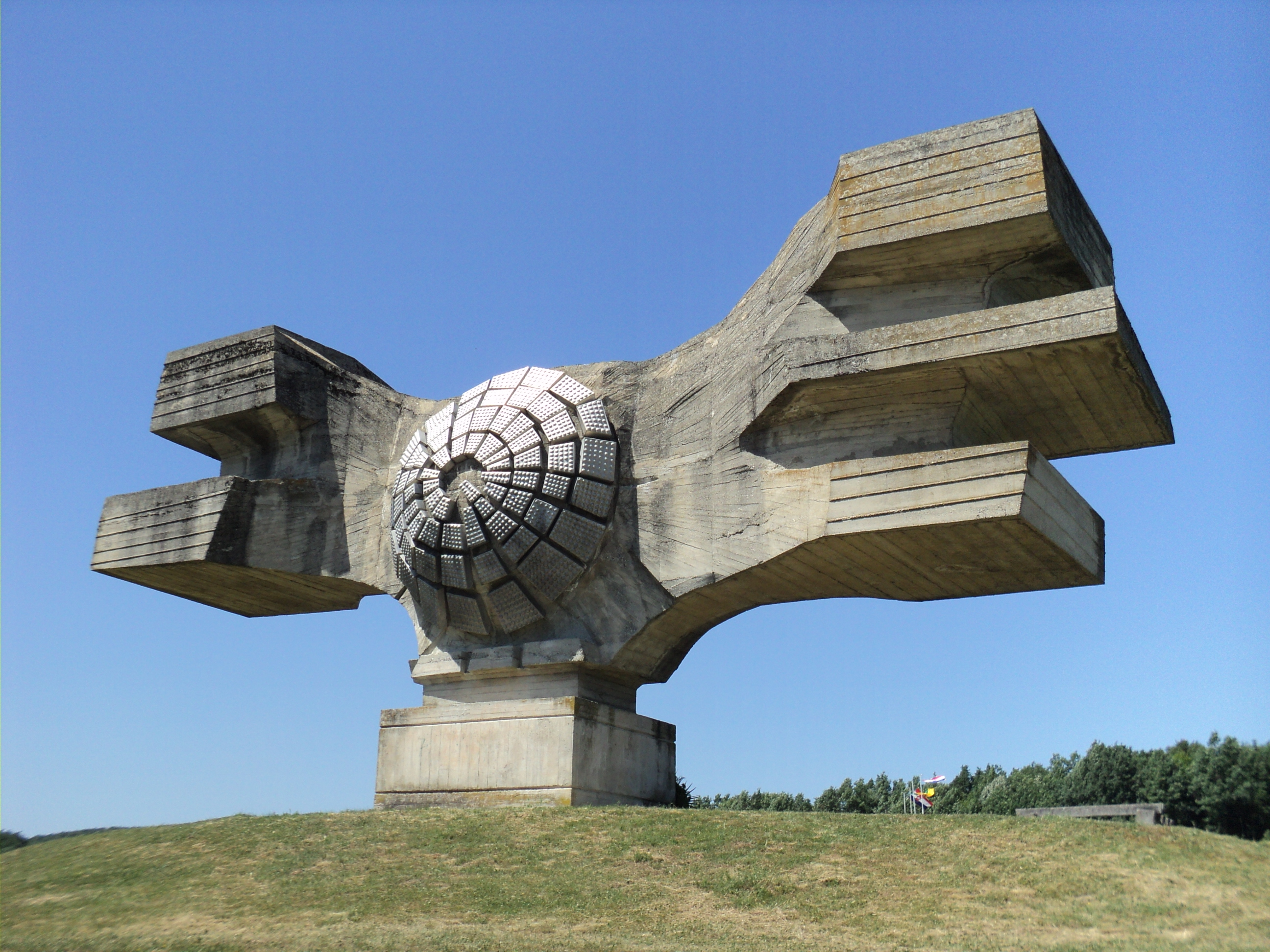

El Monumento a la revolución del pueblo de Moslavina  o sencillamente Monumento a la Revolución (en croata: Spomenik revoluciji naroda Moslavine) es una escultura conmemorativa de la Segunda Guerra Mundial de Dušan Džamonja, ubicada en Podgarić, Berek, Croacia. Está dedicada al pueblo de Moslavina por su resistencia contra las fuerzas de ocupación durante la Segunda Guerra Mundial. 
El monumento fue inaugurado en 1967 para recordar a los 900 soldados que murieron en los hospitales de la zona. En el centro tiene un "gran ojo" de aluminio sobre una estructura alada, y en sus alrededores se encuentran las fosas de los soldados.
Tiene una placa que dice: Aquí están enterrados 900 soldados de la región de Moslavina que dieron sus vidas por la libertad y la independencia de nuestra nación durante la Lucha de Liberación Nacional, de 1941 a 1945.